# Spirostreptus alligans
Spirostreptus alligans är en mångfotingart som beskrevs av Karsch 1881. Spirostreptus alligans ingår i släktet Spirostreptus och familjen Spirostreptidae. Inga underarter finns listade i Catalogue of Life.